# Horváth Károly (vértanú)
Horváth Károly, néhol nagyváradi előnévvel (1829 – Marosvásárhely, 1854. március 10.) háromszéki földbirtokos, székely vértanú.

## Életpályája
Iskoláit 1848-ban végezte, bekapcsolódott a forradalom eseményeibe, annak bukása után sem nyugodott bele a helyzetbe, és részt vett a Makk-féle összeesküvésben. Ebben a szervezkedésben Horváth Károly Háromszékért felelt. Miután összeállt a vezérkar, a Küküllő vármegyei Balavásáron, Horváth Károly szőlőbirtokán rendezett szüreti összejövetelen kezdték meg az alapos szervezési munkát. Ezután két hónapon keresztül folyt a székelyföldi szervezetépítés. De, mivel áruló került a szervezők közé Bíró Mihály személyében, lelepleződtek. 1852. január 24-én hajnalban Marosvásárhelyen letartóztatták Török János református teológiai tanárt, az Udvarhely széki Firtosmartonoson pedig Gálfi Mihály földbirtokost. Ugyanazon a napon Horváth Károly gyanútlanul a  katonai parancsnoksághoz  ment megkérdezni, hogy barátját, Török Jánost miért fogták el. Ekkor őt is letartóztatták, ahogy ugyanazon a napon Magyarország több városában is sok letartóztatás történt.
Mindhármójukat halálra ítélték, és 1854. március 10-én Marosvásárhelyen a Postaréten felakasztották őket.
A vesztőhelyre menve, Horváth Károly bátorította Török Jánost. Gálfi Mihály is igyekezett férfiasan és nyugodtan viselkedni, sőt Horváthtal humorosan  beszélgetett. Az  első áldozat Horváth Károly volt, a második Gálfi Mihály, mindketten férfiasan viselkedtek, de Török János, akit harmadikként végeztek ki, nagyon meg volt törve.

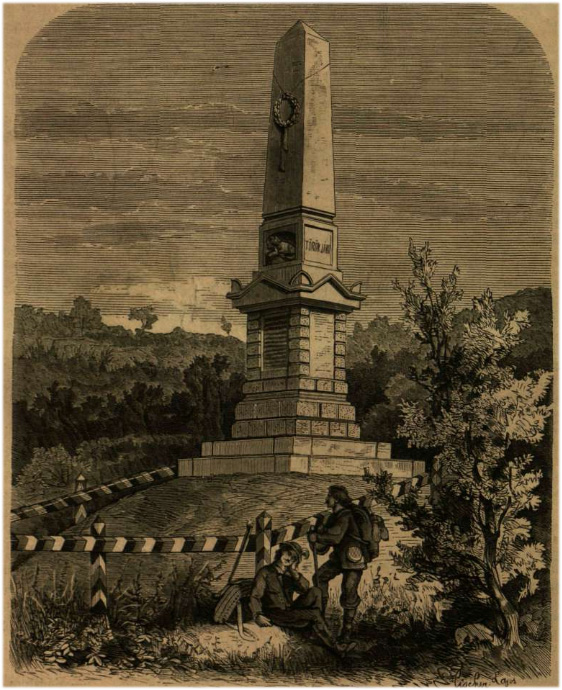
A postaréti emlékmű 1875-ben

## Emlékezete
- 1875-ben a Postaréten emlékművet avattak az 1854-ben ott kivégzett székely vértanúk emlékére, ahol 2012 óta – a Székely Nemzeti Tanács döntése alapján – minden év március 10-én a székely szabadság napját ünneplik. Ez a nap a székelység összetartozásának napja.